# Champmotteux
Champmotteux (prononcé [ ʃɑ̃mot̪ø] ) est une commune française située à cinquante-huit kilomètres au sud de Paris dans le département de l'Essonne en région Île-de-France.
Ses habitants sont appelés les Champmottois. Ce nom est un néologisme qui n'a aucun fondement historique.

## Géographie

### Situation
| Type d’occupation           | Pourcentage | Superficie (en hectares) |
| --------------------------- | ----------- | ------------------------ |
| Espace urbain construit     | 2,6 %       | 19,66                    |
| Espace urbain non construit | 0,9 %       | 6,72                     |
| Espace rural                | 96,5 %      | 730,30                   |
| Source : Iaurif             |             |                          |

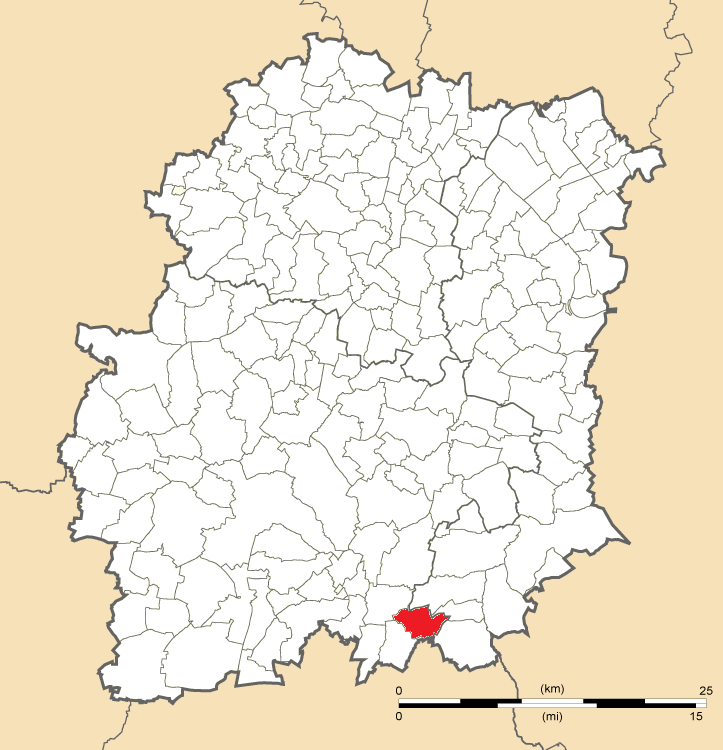
Position de Champmotteux en Essonne.

Ce village est situé dans une cuvette naturelle, qui a tendance à empêcher les ondes électromagnétiques d'y entrer, rendant ainsi les communications sur téléphone portable ainsi que la réception de la télévision hertzienne très aléatoires.
Champmotteux est située à cinquante-huit kilomètres au sud du parvis Notre-Dame - place Jean-Paul-II, point zéro des routes de France, trente-quatre kilomètres au sud-ouest de l'ancienne commune d'Évry, quinze kilomètres au sud-est d'Étampes, treize kilomètres au sud-ouest de Milly-la-Forêt, seize kilomètres au sud-ouest de La Ferté-Alais, vingt-huit kilomètres au sud-est d'Arpajon, trente-et-un kilomètres au sud-est de Dourdan, trente-deux kilomètres au sud-ouest de Corbeil-Essonnes, trente-trois kilomètres au sud-est de Montlhéry, quarante-deux kilomètres au sud-est de Palaiseau.

### Relief et géologie
Le point le plus bas de la commune est situé à cent-deux mètres d'altitude et le point culminant à cent-quarante-sept mètres.
La commune est classée en zone de sismicité 1, correspondant à une sismicité très faible.

### Climat
Pour des articles plus généraux, voir Climat de l'Île-de-France et Climat de l'Essonne.
En 2010, le climat de la commune est de type climat océanique dégradé des plaines du Centre et du Nord, selon une étude du CNRS s'appuyant sur une série de données couvrant la période 1971-2000. En 2020, Météo-France publie une typologie des climats de la France métropolitaine dans laquelle la commune est exposée à un climat océanique altéré et est dans la région climatique Sud-ouest du bassin Parisien, caractérisée par une faible pluviométrie, notamment au printemps (120 à 150 mm) et un hiver froid (3,5 °C). 
Pour la période 1971-2000, la température annuelle moyenne est de 10,5 °C, avec une amplitude thermique annuelle de 15,2 °C. Le cumul annuel moyen de précipitations est de 661 mm, avec 10,6 jours de précipitations en janvier et 7,6 jours en juillet. Pour la période 1991-2020, la température moyenne annuelle observée sur la station météorologique la plus proche, située sur la commune de Boigneville à 4 km à vol d'oiseau, est de 11,5 °C et le cumul annuel moyen de précipitations est de 615,6 mm,. Pour l'avenir, les paramètres climatiques de la commune estimés pour 2050 selon différents scénarios d'émission de gaz à effet de serre sont consultables sur un site dédié publié par Météo-France en novembre 2022.
| Mois                                  | jan.             | fév.             | mars           | avril         | mai           | juin           | jui.          | août           | sep.          | oct.            | nov.             | déc.             | année      |
| ------------------------------------- | ---------------- | ---------------- | -------------- | ------------- | ------------- | -------------- | ------------- | -------------- | ------------- | --------------- | ---------------- | ---------------- | ---------- |
| Température minimale moyenne (°C)     | 1,7              | 1,4              | 3,3            | 5,3           | 8,7           | 11,7           | 13,6          | 13,4           | 10,4          | 7,9             | 4,4              | 2,1              | 7          |
| Température moyenne (°C)              | 4,3              | 4,8              | 7,8            | 10,6          | 14            | 17,3           | 19,9          | 19,6           | 15,9          | 12              | 7,4              | 4,6              | 11,5       |
| Température maximale moyenne (°C)     | 6,9              | 8,2              | 12,3           | 15,9          | 19,4          | 22,9           | 26            | 25,8           | 21,4          | 16,1            | 10,5             | 7,2              | 16,1       |
| Record de froid (°C) date du record   | −19,7 17.01.1985 | −12,6 07.02.1991 | −11,6 01.03.05 | −4,3 07.04.21 | −0,1 06.05.19 | 1,4 05.06.1991 | 4 04.07.1984  | 4,6 31.08.1986 | 2 19.09.1994  | −3,3 30.10.1997 | −10,7 24.11.1998 | −11,5 31.12.1985 | −19,7 1985 |
| Record de chaleur (°C) date du record | 15,5 30.01.02    | 21,4 24.02.1990  | 25,5 31.03.21  | 28,4 21.04.18 | 31,6 28.05.17 | 37,2 27.06.11  | 40,9 25.07.19 | 39,7 06.08.03  | 34,7 14.09.20 | 30,3 01.10.1985 | 21,8 07.11.15    | 17,2 16.12.1989  | 40,9 2019  |
| Précipitations (mm)                   | 47,6             | 44               | 43             | 46,9          | 62,5          | 50             | 51            | 49,7           | 49,8          | 58,1            | 54               | 59               | 615,6      |

### Voies de communication et transports
Ce petit village ne possède pas de transport en commun, mais par contre possède des transports scolaires pour ses jeunes habitants (de la maternelle au lycée).

## Urbanisme

### Typologie
Au 1er janvier 2024, Champmotteux est catégorisée commune rurale à habitat dispersé, selon la nouvelle grille communale de densité à sept niveaux définie par l'Insee en 2022.
Elle est située hors unité urbaine. Par ailleurs la commune fait partie de l'aire d'attraction de Paris, dont elle est une commune de la couronne,. Cette aire regroupe 1 929 communes,.

### Logement
En 2013, le nombre total de logements dans la commune était de 149 (dont 98,7 % de maisons et 0,7 % d’appartements).
Parmi ces logements, 87,4 % étaient des résidences principales, 3,3 % des résidences secondaires et 9,3 % des logements vacants.
La part des ménages propriétaires de leur résidence principale s’élevait à 89,1 %.

## Toponymie
L'origine du nom de la commune est peu connue. Elle fut créée en 1793 avec l'orthographe Champmoteux, la graphie actuelle a été introduite par le Bulletin des lois en 1801.

## Histoire
Le château de Vignay qui a été détruit était connu, Michel de l'Hospital y passa ses derniers jours et est inhumé dans l'église.
Michel de l'Hôpital chancelier de France avait acheté une terre à l'abandon en 1546  "sa campagne de vignai" il y demeura en 1573 puis alla au château de Belesbat demeure de sa fille et de son gendre Hurault de Belesbat, il tenta d'éviter à la France la guerre civile que fut ce que l'on nomme "guerre de religion"ce grand homme n'est pas assez connu.

## Population et société

### Démographie

#### Évolution démographique
L'évolution du nombre d'habitants est connue à travers les recensements de la population effectués dans la commune depuis 1793. Pour les communes de moins de 10 000 habitants, une enquête de recensement portant sur toute la population est réalisée tous les cinq ans, les populations de référence des années intermédiaires étant quant à elles estimées par interpolation ou extrapolation. Pour la commune, le premier recensement exhaustif entrant dans le cadre du nouveau dispositif a été réalisé en 2006.

En 2022, la commune comptait 360 habitants, en évolution de −1,91 % par rapport à 2016 (Essonne : +2,89 %, France hors Mayotte : +2,11 %).
| 1793 | 1800 | 1806 | 1821 | 1831 | 1836 | 1841 | 1846 | 1851 |
| ---- | ---- | ---- | ---- | ---- | ---- | ---- | ---- | ---- |
| 306  | 341  | 324  | 381  | 409  | 353  | 385  | 423  | 378  |

| 1856 | 1861 | 1866 | 1872 | 1876 | 1881 | 1886 | 1891 | 1896 |
| ---- | ---- | ---- | ---- | ---- | ---- | ---- | ---- | ---- |
| 343  | 336  | 324  | 282  | 264  | 263  | 275  | 280  | 269  |

| 1901 | 1906 | 1911 | 1921 | 1926 | 1931 | 1936 | 1946 | 1954 |
| ---- | ---- | ---- | ---- | ---- | ---- | ---- | ---- | ---- |
| 259  | 240  | 240  | 198  | 208  | 217  | 209  | 217  | 224  |

| 1962 | 1968 | 1975 | 1982 | 1990 | 1999 | 2006 | 2011 | 2016 |
| ---- | ---- | ---- | ---- | ---- | ---- | ---- | ---- | ---- |
| 165  | 139  | 136  | 198  | 220  | 241  | 308  | 384  | 367  |

| 2021 | 2022 | - | - | - | - | - | - | - |
| ---- | ---- | - | - | - | - | - | - | - |
| 363  | 360  | - | - | - | - | - | - | - |

#### Pyramide des âges
En 2018, le taux de personnes d'un âge inférieur à 30 ans s'élève à 38,1 %, soit en dessous de la moyenne départementale (39,9 %). De même, le taux de personnes d'âge supérieur à 60 ans est de 16,6 % la même année, alors qu'il est de 20,1 % au niveau départemental.
En 2018, la commune comptait 185 hommes pour 182 femmes, soit un taux de 50,41 % d'hommes, légèrement supérieur au taux départemental (48,98 %).
Les pyramides des âges de la commune et du département s'établissent comme suit.
| Hommes | Classe d’âge | Femmes |
| ------ | ------------ | ------ |
| 0,0    | 90 ou +      | 1,1    |
| 3,2    | 75-89 ans    | 4,9    |
| 12,4   | 60-74 ans    | 11,5   |
| 27,0   | 45-59 ans    | 20,9   |
| 18,4   | 30-44 ans    | 24,2   |
| 14,6   | 15-29 ans    | 10,4   |
| 24,3   | 0-14 ans     | 26,9   |

| Hommes | Classe d’âge | Femmes |
| ------ | ------------ | ------ |
| 0,5    | 90 ou +      | 1,4    |
| 5,4    | 75-89 ans    | 7,2    |
| 12,9   | 60-74 ans    | 13,9   |
| 20     | 45-59 ans    | 19,4   |
| 19,9   | 30-44 ans    | 20,1   |
| 20     | 15-29 ans    | 18,2   |
| 21,3   | 0-14 ans     | 19,8   |

## Politique et administration

### Politique locale
La commune de Champmotteux est rattachée au canton d'Étampes, représenté par les conseillers départementaux Marie-Claire Chambaret (DVD) et Guy Crosnier (UMP), à l'arrondissement d’Étampes et à la deuxième circonscription de l'Essonne, représentée par le député Franck Marlin (UMP).
L'Insee attribue à la commune le code 91 1 17 137. La commune de Champmotteux est enregistrée au Système d'identification du répertoire des entreprises, sous le code SIREN 219 101 375. Son activité principale exercée est enregistrée sous le code APE 8411Z.

### Liste des maires
| Période                                  | Période  | Identité         | Étiquette | Qualité        |
| ---------------------------------------- | -------- | ---------------- | --------- | -------------- |
| Les données manquantes sont à compléter. |          |                  |           |                |
| 2001                                     | 2014     | Corinne Carvalho | DVG       | Maître d'hôtel |
| 2014                                     | En cours | Jérôme Desnoue   | LREM      |                |

### Tendances et résultats politiques
Élections présidentielles, résultats des deuxièmes tours :
- Élection présidentielle de 2002 : 75,84 % pour Jacques Chirac (RPR), 24,16 % pour Jean-Marie Le Pen (FN), 85,47 % de participation[37].
- Élection présidentielle de 2007 : 63,69 % pour Nicolas Sarkozy (UMP), 36,31 % pour Ségolène Royal (PS), 89,42 % de participation[38].
- Élection présidentielle de 2012 : 56,06 % pour Nicolas Sarkozy (UMP), 43,94 % pour François Hollande (PS), 88,14 % de participation[39].

Élections législatives, résultats des deuxièmes tours :
- Élections législatives de 2002 : 73,55 % pour Franck Marlin (UMP), 26,45 % pour Gérard Lefranc (PCF), 68,16 % de participation[40].
- Élections législatives de 2007 : 66,45 % pour Franck Marlin (UMP) élu au premier tour, 14,19 % pour Marie-Agnès Labarre (PS), 75,48 % de participation[41].
- Élections législatives de 2012 : 62,26 % pour Franck Marlin (UMP), 37,74 % pour Béatrice Pèrié (PS), 67,80 % de participation[42].

Élections européennes, résultats des deux meilleurs scores :
- Élections européennes de 2004 : 22,77 % pour Marine Le Pen (FN), 20,79 % pour Patrick Gaubert (UMP), 58,33 % de participation[43].
- Élections européennes de 2009 : 30,69 % pour Michel Barnier (UMP), 15,84 % pour Daniel Cohn-Bendit (Les Verts), 47,77 % de participation[44].

Élections régionales, résultats des deux meilleurs scores :
- Élections régionales de 2004 : 54,48 % pour Jean-François Copé (UMP), 28,36 % pour Jean-Paul Huchon (PS), 78,41 % de participation[45].
- Élections régionales de 2010 : 52,85 % pour Valérie Pécresse (UMP), 47,15 % pour Jean-Paul Huchon (PS), 61,64 % de participation[46].

Élections cantonales, résultats des deuxièmes tours :
- Élections cantonales de 2004 : 74,24 % pour Franck Marlin (UMP), 25,76 % pour Patrice Chauveau (PCF), 78,41 % de participation[47].
- Élections cantonales de 2011 : 83,19 % pour Guy Crosnier (UMP), 16,81 % pour Jacques Met (FN), 53,60 % de participation[48].

Élections municipales, résultats des deuxièmes tours :
- Élections municipales de 2001 : données manquantes.
- Élections municipales de 2008 : 138 voix pour Corinne Carvalho, 129 voix pour Claudine Augenstein(?), 83,70 % de participation[49].

Référendums :
- Référendum de 2000 relatif au quinquennat présidentiel : 63,27 % pour le Oui, 36,73 % pour le Non, 36,08 % de participation[50].
- Référendum de 2005 relatif au traité établissant une Constitution pour l'Europe : 59,84 % pour le Non, 40,16 % pour le Oui, 74,71 % de participation[51].

### Enseignement
Les élèves de Champmotteux sont rattachés à l'académie de Versailles. La commune ne dispose plus sur son territoire d'une école maternelle publique.

### Jumelages
La commune de Champmotteux n'a développé aucune association de jumelage.

## Vie quotidienne à Champmotteux

### Lieux de culte
La paroisse catholique de Champmotteux est rattachée au secteur pastoral de Milly-la-Forêt et au diocèse d'Évry-Corbeil-Essonnes. Elle dispose de l'église Sainte-Madeleine. Le tombeau avec gisant de Michel de l'Hospital y est toujours visible.

### Médias
L'hebdomadaire Le Républicain relate les informations locales. La commune est en outre dans le bassin d'émission des chaînes de télévision France 3 Paris Île-de-France, IDF1 et Téléssonne intégré à ViàGrandParis.

## Économie

### Emplois, revenus et niveau de vie
En 2010, le revenu fiscal médian par ménage était de 41 307 €, ce qui plaçait Champmotteux au 1 924e rang parmi les 31 525 communes de plus de 39 ménages en métropole.
| Répartition des emplois par catégories socioprofessionnelles en 2006. |              |                                           |                                                   |                            |                          |                           |
|                                                                       | Agriculteurs | Artisans, commerçants, chefs d’entreprise | Cadres et professions intellectuelles supérieures | Professions intermédiaires | Employés                 | Ouvriers                  |
| Champmotteux                                                          | -            | -                                         | -                                                 | -                          | -                        | -                         |
| Zone d’emploi d’Évry                                                  | 0,3 %        | 4,0 %                                     | 20,2 %                                            | 29,6 %                     | 28,2 %                   | 17,7 %                    |
| Moyenne nationale                                                     | 2,2 %        | 6,0 %                                     | 15,4 %                                            | 24,6 %                     | 28,7 %                   | 23,2 %                    |
| Répartition des emplois par secteurs d’activités en 2006.             |              |                                           |                                                   |                            |                          |                           |
|                                                                       | Agriculture  | Industrie                                 | Construction                                      | Commerce                   | Services aux entreprises | Services aux particuliers |
| Champmotteux                                                          | -            | -                                         | -                                                 | -                          | -                        | -                         |
| Zone d’emploi d’Évry                                                  | 0,9 %        | 13,5 %                                    | 5,4 %                                             | 14,6 %                     | 16,2 %                   | 6,9 %                     |
| Moyenne nationale                                                     | 3,5 %        | 15,2 %                                    | 6,4 %                                             | 13,3 %                     | 13,3 %                   | 7,6 %                     |
| Sources : Insee,                                                      |              |                                           |                                                   |                            |                          |                           |

## Culture locale et patrimoine

### Patrimoine environnemental
Les bois et bosquets disséminés sur le territoire et les pelouses calcaires ont été recensés au titre des espaces naturels sensibles par le conseil départemental de l'Essonne.

### Patrimoine architectural
- Église Sainte-Madeleine. Dans la chapelle latérale sud se trouve le tombeau de Michel de L'Hospital.
- Château du Vignay, qui a appartenu à Michel de L'Hospital.

L'église Sainte-Madeleine de Champmotteux (Essonne).
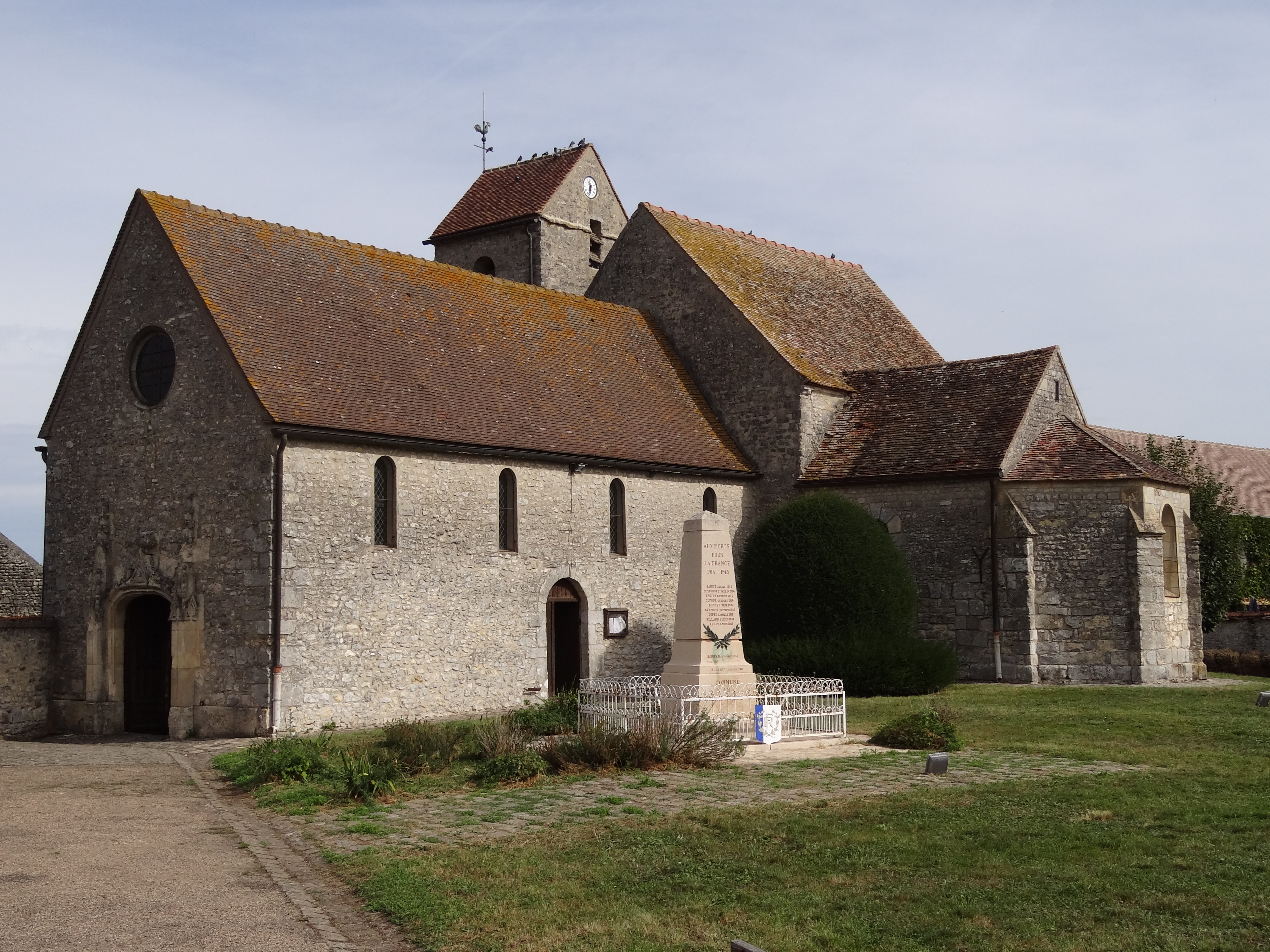
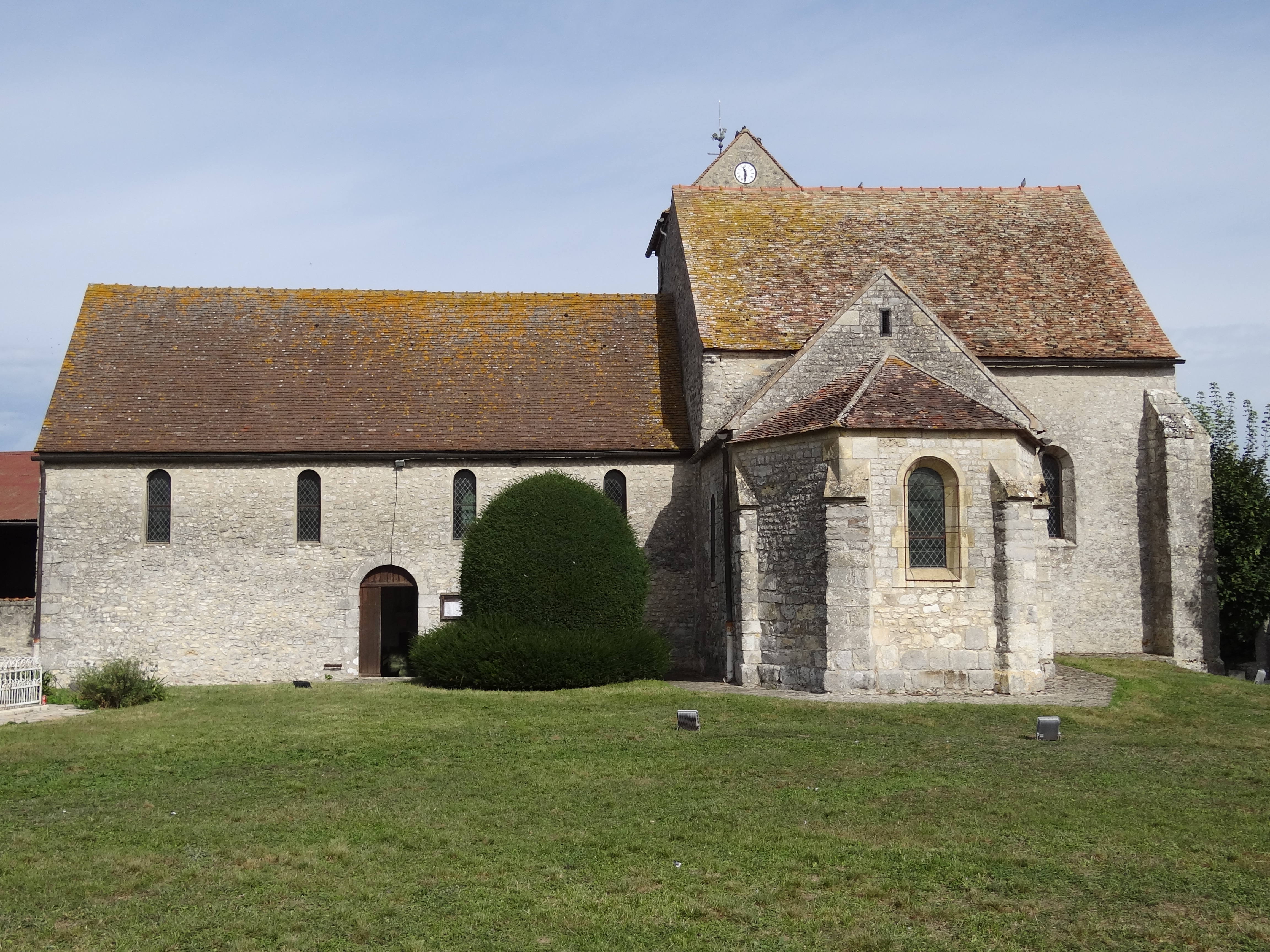
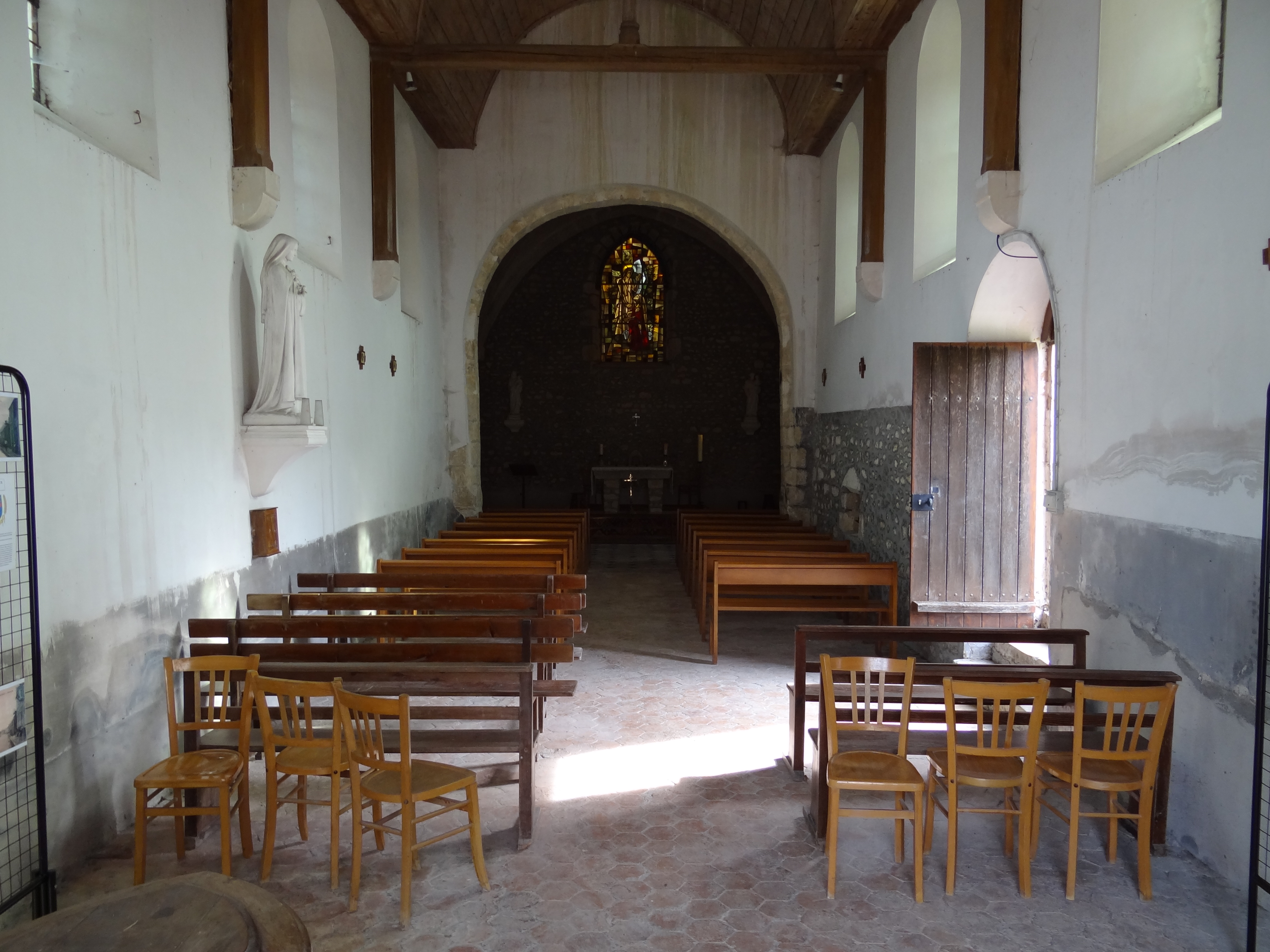
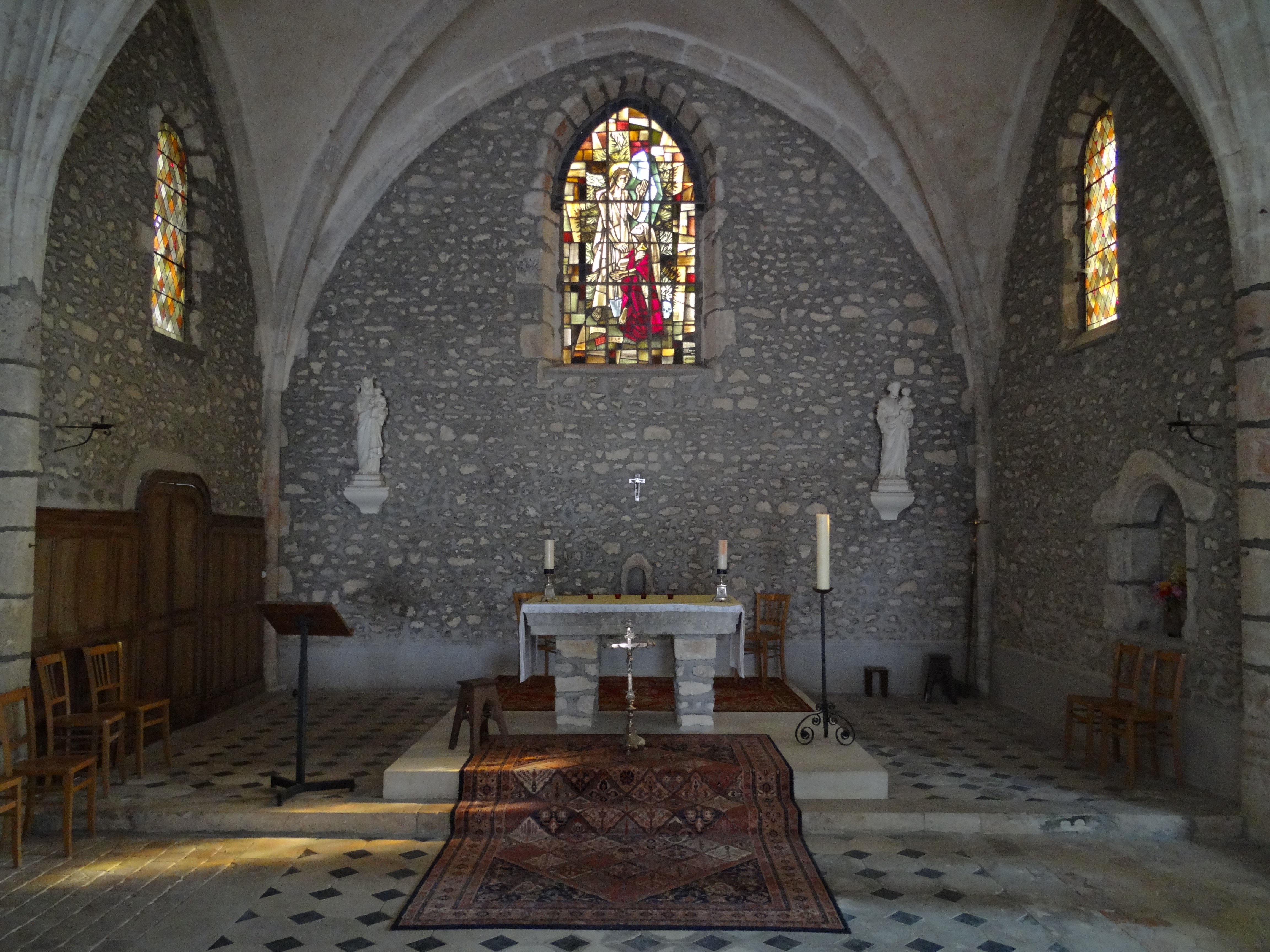
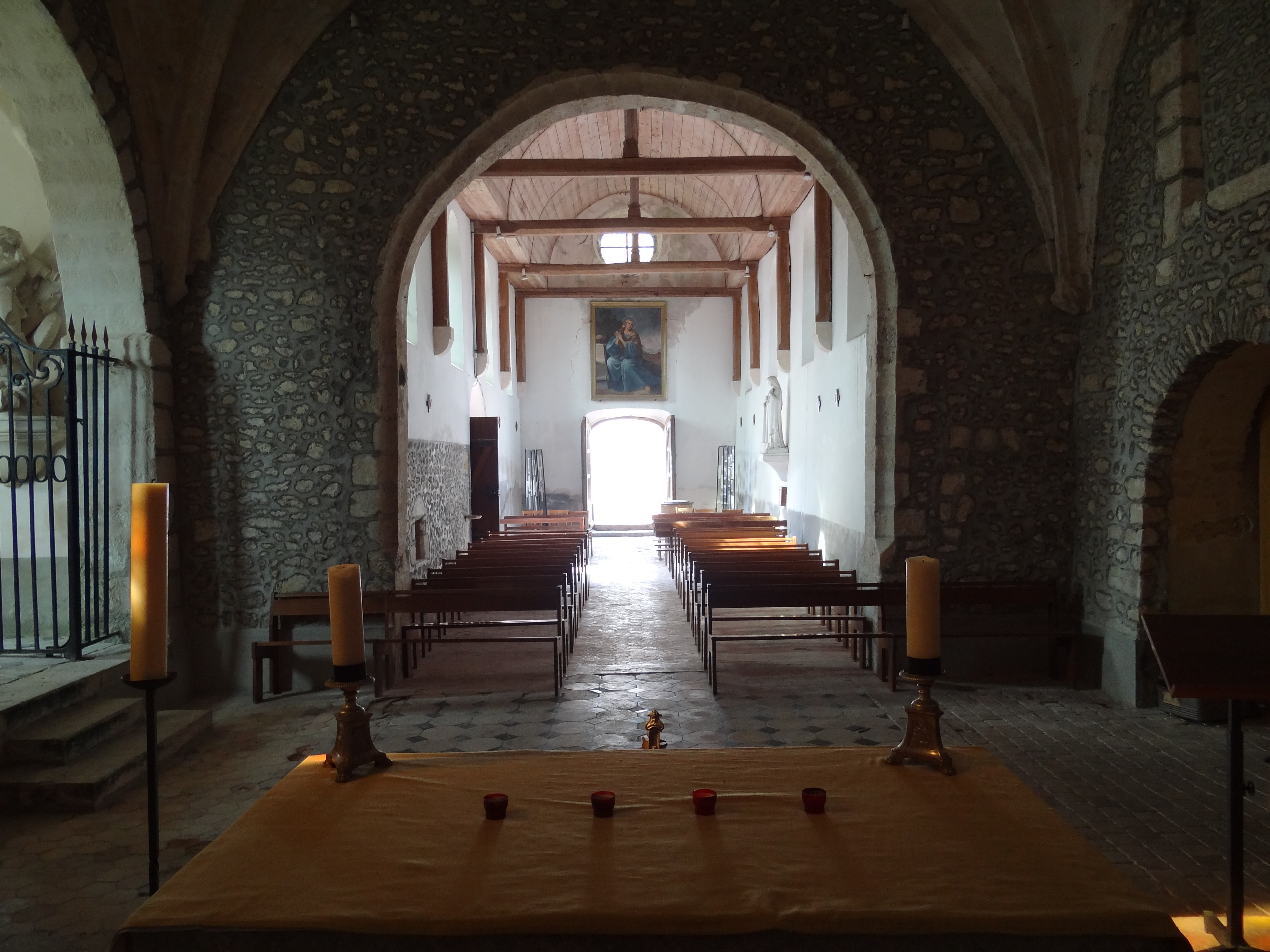
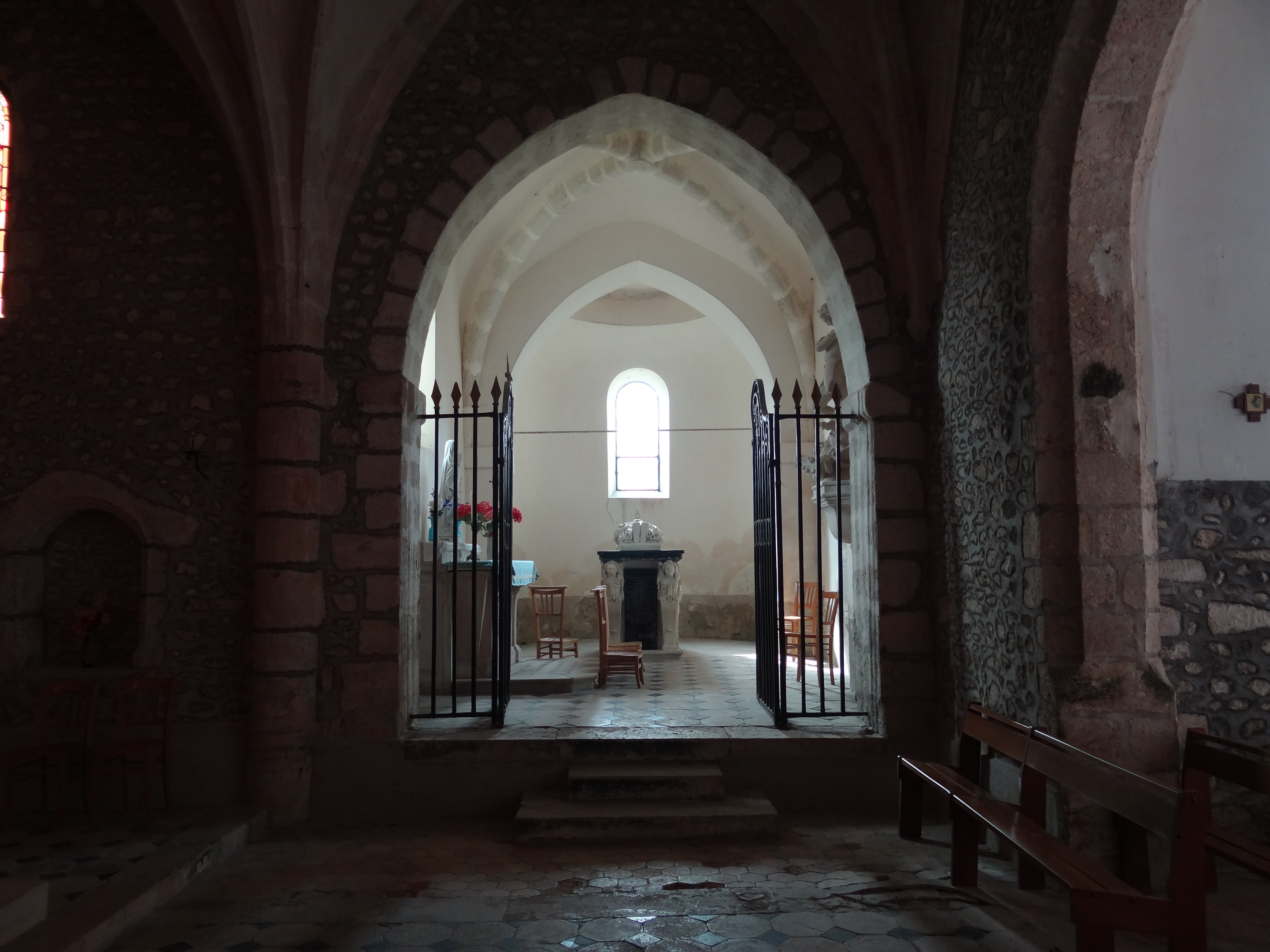
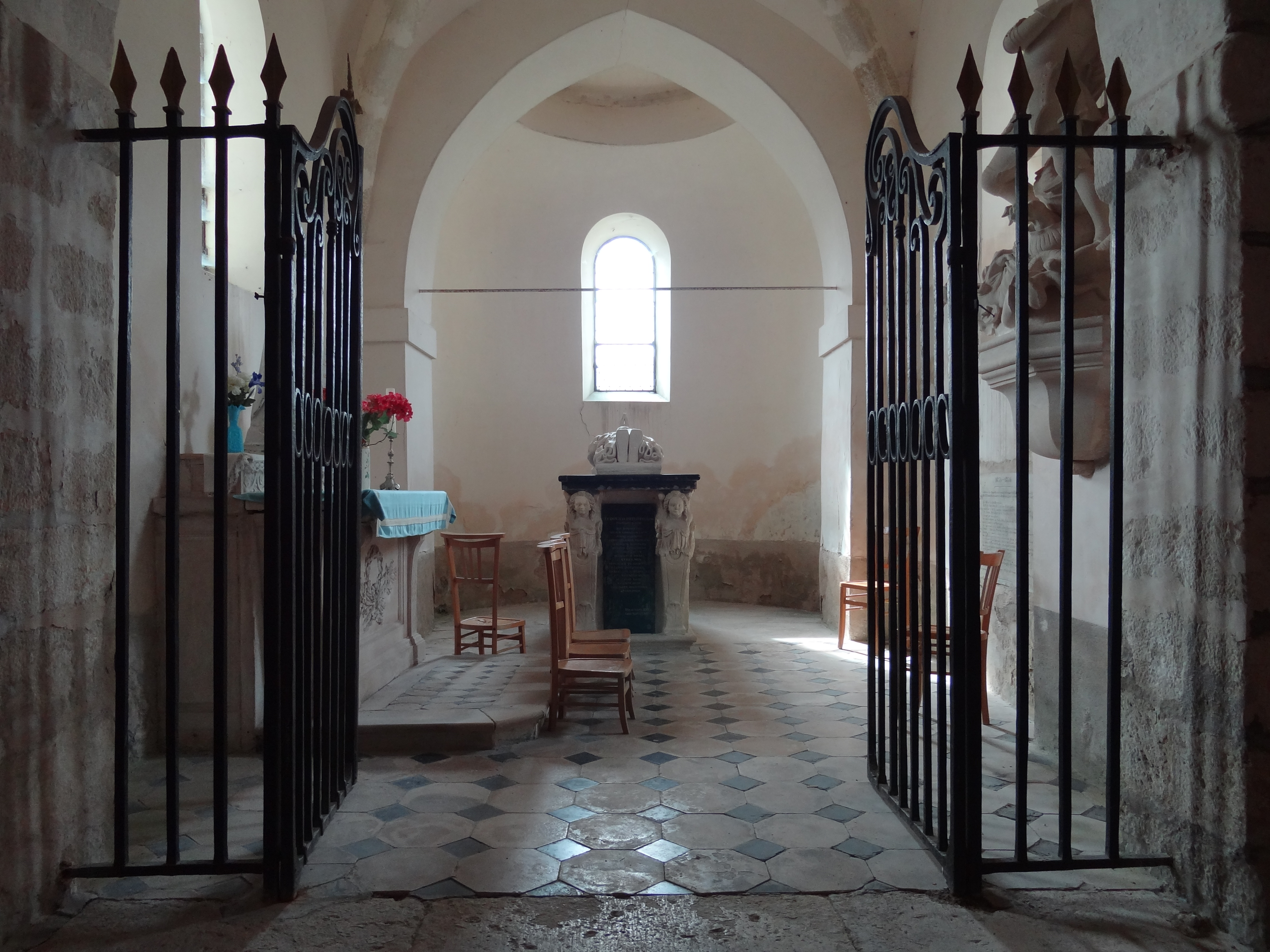
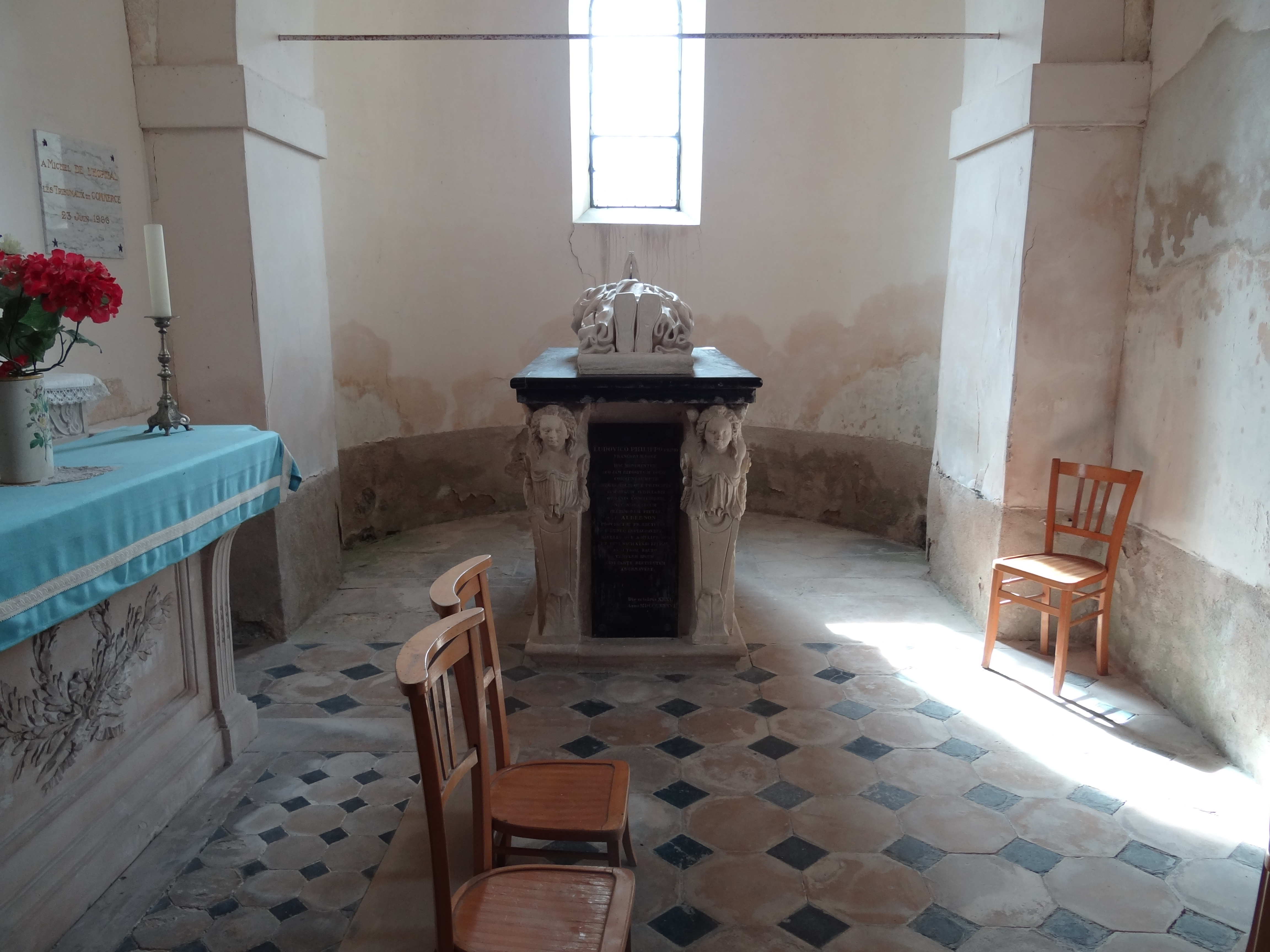

### Champmotteux dans les arts et la culture
- 1977 : La Coccinelle à Monte-Carlo de Vincent McEveety, avec Dean Jones et Don Knotts.

### Personnalités liées à la commune
Différents personnages publics sont nés, décédés ou ont vécu à Champmotteux :
- Michel de L'Hospital (1505-1573), homme politique, chancelier de France, y a vécu (dans son château du Vignay) et y est inhumé ; on peut encore voir son tombeau, surmonté de son gisant, dans la chapelle latérale méridionale de l'église Sainte-Madeleine, mais la sépulture a été violée en 1793 et ses restes ont été enterrés dans le cimetière, à un endroit inconnu.
- Chan Parker (1925-1999), épouse de Charlie Parker et Phil Woods, y a vécu[59].

### Héraldique
| Blason de Champmotteux | Blason  | D'azur à la tour d'argent ouverte, ajourée et maçonnée de sable, posée sur un tertre de trois coupeaux d'or, au chef de gueules* chargé de trois étoiles de six rais d'or; le tout sommé du chef de France ancien. Ornements extérieursDeux tiges de blés. |
| Blason de Champmotteux | Détails | La commune annonce porter le Chef de France ancien "de par son appartenance à l'Ile de France". Or, nonobstant les questions d'usurpation d'armoiries, les armes de l'Ile de France sont celles de France moderne : "D'azur à trois fleurs de lys d'or". * Ces armes emploient le terme « cousu » dans le seul but de contrevenir à la règle de contrariété des couleurs : elles sont fautives : Gueules sur Azur. |